# El Fresno, Copándaro
El Fresno är en ort i Mexiko.   Den ligger i kommunen Copándaro och delstaten Michoacán de Ocampo, i den södra delen av landet, 230 km väster om huvudstaden Mexico City. El Fresno ligger 2 176 meter över havet och antalet invånare är 103.
Terrängen runt El Fresno är kuperad åt sydväst, men åt nordost är den platt. Runt El Fresno är det ganska tätbefolkat, med 172 invånare per kvadratkilometer. Närmaste större samhälle är Cuitzeo del Porvenir, 16,6 km nordost om El Fresno. I omgivningarna runt El Fresno växer huvudsakligen savannskog.